# Frances Cleveland
Frances Clara Folsom Cleveland Preston (Buffalo, 21 luglio 1864 – Baltimora, 29 ottobre 1947) è stata una first lady statunitense, moglie di Grover Cleveland, 22º e 24º presidente degli Stati Uniti d'America.

## Biografia
Frances Clara Folsom nacque a Buffalo, figlia di Oscar Folsom, avvocato, discendente dei primi coloni di Exeter,, ed Emma Harmon-Folsom. Fu l'unica dei loro figli a sopravvivere all'infanzia.
Tutti gli antenati di Frances provenivano dall'Inghilterra e si stabilirono in quelli che sarebbero diventati il Massachusetts, il Rhode Island e il New Hampshire, migrando infine nella parte occidentale di New York. Un amico intimo di lunga data di Oscar Folsom, Grover Cleveland, all'età di 27 anni, incontrò la sua futura moglie poco dopo la sua nascita. Prese un particolare interesse per la bambina.
Quando suo padre morì in un incidente il 23 luglio 1875, senza aver scritto un testamento, il tribunale nominò Cleveland amministratore della sua eredità. Questo portò Cleveland a uno stretto contatto con Frances, che all'epoca aveva undici anni.
Frequentò la Central High School di Buffalo e la Medina High School a Medina, New York, e ha frequentato il Wells College. Mentre era al college, i sentimenti che Cleveland nutriva per lei hanno preso una piega romantica. Si propose per lettera nell'agosto del 1885, subito dopo la sua laurea; tuttavia, il loro fidanzamento venne annunciato solo cinque giorni prima del loro matrimonio.
In onore di Frances Cleveland, fu costruita nel 1911 Cleveland Hall nel campus del Wells College. Originariamente una biblioteca, l'edificio attualmente ospita corsi di lingua straniera.

## Matrimoni

### Primo matrimonio
Terminati gli studi, il 2 giugno 1886 sposò alla Casa Bianca Grover Cleveland, un amico del padre, che la conosceva dalla nascita. Frances aveva ventuno anni, mentre il presidente Cleveland quarantanove: i ventisette anni che li dividevano restano la seconda maggiore differenza di età di una coppia presidenziale statunitense dopo la maggiore differenza di età tra John Tyler e la seconda moglie Julia Gardiner Tyler che era di 30 anni. La coppia trascorse una luna di miele di cinque giorni al Deer Park nelle Cumberland Mountains del Western Maryland.
Ebbero cinque figli: 
- Ruth (1891-1904);
- Esther (1893-1980), sposò il capitano William Sidney Bence Bosanquet;
- Marion (1895-1977), sposò in prime nozze Stanley Dell e in seconde nozze John Amen
- Richard Folsom (1897-1974);
- Francis Grover (1903-1995)[4].

Frances Cleveland fu accolta con molta curiosità dai mass media dell'epoca. Molto amata dal popolo, quando il presidente fu sconfitto alle elezioni presidenziali negli Stati Uniti d'America del 1888, i Cleveland lasciarono Washington per trasferirsi a New York. La first lady lasciò detto al personale della Casa Bianca di prendersi cura della casa finché non fossero tornati.
La previsione si rivelò esatta: il marito fu eletto per un secondo mandato presidenziale dal 1893 al 1897.

### Secondo matrimonio
Dopo la morte di Cleveland nel 1908, Frances rimase a Princeton nel New Jersey. Il 10 febbraio 1913, all'età di quarantanove anni, sposò Thomas J. Preston, Jr, professore di archeologia all'Università di Princeton. Fu la prima vedova di un presidente statunitense a risposarsi.
Era in vacanza a Sankt Moritz, in Svizzera, con le sue figlie Marion ed Esther e suo figlio Francis quando scoppiò la prima guerra mondiale. Tornarono negli Stati Uniti via Genova il 1º ottobre 1914. Durante la Grande Depressione degli anni 1930, guidò la Needlework Guild of America. 
Mentre si trovava a casa di suo figlio Richard per il suo compleanno a Baltimora, Frances morì nel sonno all'età di 83 anni il 29 ottobre 1947. Fu sepolta nel cimitero di Princeton accanto al presidente Cleveland, il suo primo marito.